# Petreto-Bicchisano
Petreto-Bicchisano (kors. Pitretu è Bicchisgià) – miejscowość i gmina we Francji, w regionie Korsyka, w departamencie Korsyka Południowa.
Według danych na rok 1990 gminę zamieszkiwało 585 osób, a gęstość zaludnienia wynosiła 15 osób/km².